# Cladodromia cana
Cladodromia cana är en tvåvingeart som beskrevs av Mario Bezzi 1905. Cladodromia cana ingår i släktet Cladodromia och familjen dansflugor. Inga underarter finns listade i Catalogue of Life.